# Чхеїдзе Зураб Амвросійович
Зураб Амвросійович Чхеїдзе (груз. ზურაბ ჩხეიძე; 13 травня 1930, село Шоропані, Грузинська РСР, СРСР — 13 листопада 2007, Грузія) — радянський грузинський державний і партійний діяч. Голова Ради міністрів Грузинської РСР (1989). Депутат Верховної ради Грузинської РСР 8—11-го скликань. Народний депутат СРСР (1989—1991). Кандидат технічних наук.

## Життєпис
Народився 13 травня 1930 року в селі Шоропані Зестафонського району Грузинської РСР у родині службовця.
У 1954 році закінчив Грузинський політехнічний інститут імені Сергія Кірова.
З 1954 року працював на заводі «Запоріжсталь» імені Серго Орджонікідзе підручним сталевара, плавильним майстром печей мартенівського цеху.
У 1958 році переїхав до Харкова, де працював молодшим науковим співробітником Українського науково-дослідного інституту металів.
1958 року повернувся до Грузинської РСР та з 1958 по 1960 рік працював начальником металургійної лабораторії центральної заводської лабораторії Закавказького металургійного заводу в місті Руставі.
Член КПРС з 1960 року.
У 1960—1962 роках — начальник центральної заводської лабораторії, в 1962—1965 роках — заступника головного інженера Закавказького металургійного заводу в місті Руставі.
У 1965—1970 роках — директор Зестафонського заводу феросплавів Грузинської РСР.
З грудня 1970 по 1972 рік — перший секретар Руставського міського комітету КП Грузії.
У 1972—1975 роках — міністр зв'язку Грузинської РСР.
16 грудня 1975 — 2 липня 1982 року — секретар ЦК КП Грузії.
1976 року закінчив заочну Вищу партійну школу при ЦК КПРС.
З липня 1982 по 8 травня 1986 року — заступник голови Ради міністрів Грузинської РСР — голова Держплану Грузинської РСР.
8 травня 1986 — 29 березня 1989 року — 1-й заступник голови Ради міністрів Грузинської РСР.
29 березня — 14 квітня 1989 року — голова Ради міністрів Грузинської РСР. Відправлений у відставку відразу після Тбіліських подій 1989 року.
У 1989—1990 роках — 1-й заступник голови Держплану Грузинської РСР.
У 1995—1999 роках — депутат парламенту Грузії від Зестафонського округу. Також був членом наглядової ради Банку Грузії. Помер 13 листопада 2007 року.
Був одружений із Додо Сакварелідзе. Син — Арчіл Чхеїдзе (нар. 1963 року). 

## Нагороди і звання
- орден Жовтневої Революції
- орден Трудового Червоного Прапора
- орден «Знак Пошани»
- медалі